# Robert Wald
Robert M. Wald (New York, 1947. június 29. –) amerikai elméleti fizikus, aki a gravitáció vizsgálata mellett foglalkozott az általános relativitáselmélettel, a fekete lyukakkal és a kvantumgravitációval. Wald Ábrahám fia, a kolozsvári Glasner Mózes dédunokája.

## Életpályája
A matematikus és statisztikus Wald Ábrahám fia. Szülei repülőgép-balesetben haltak meg, amikor Wald három éves volt. Egyetemi diplomát a Columbia Egyetemen szerzett 1968-ban, doktori fokozatát pedig fizikából 1972-ben a Princetoni Egyetemen John Archibald Wheeler irányításával. Doktori disszertációja a „Nonspherical Gravitational Collapse and Black Hole Uniqueness” címet viselte.

## Munkássága
1972 és 1974 között kutatóként dolgozott a Marylandi Egyetemen, College Parkban. Szeretett volna Chicagóba menni, hogy Robert Geroch-csal és más gravitációval foglalkozó szakemberrel dolgozzék.
Ezután a Chicagói Egyetemre költözött, ahol két évet töltött posztdoktori ösztöndíjasként, mielőtt 1976-ban csatlakozott a tanári karhoz.
1977-ben Wald kiadott egy népszerű tudományos könyvet Space, Time, and Gravity: The Theory of the Big Bang and Black Holes (Tér, idő és gravitáció:
Az ősrobbanás és a fekete lyukak elmélete) címmel, amely Albert Einstein általános relativitáselméletét magyarázza, és annak hatásait a kozmológiában és az asztrofizikában. Ez a könyv a Chicagói Egyetemen 1976 tavaszán tartott előadás-sorozatból keletkezett.
1984-ben adta ki az General Relativity (Általános relativitáselmélet) című tankönyvét. 
Wald posztgraduális kurzusokat tartott, amelyek témakörök széles skáláját fedték le, beleértve a klasszikus mechanikát, a kvantummechanikát, a statisztikai mechanikát és az elektromágnesességet. Tanfolyamokat is tartott általános relativitáselméletből bevezető és haladó szinten egyaránt. 1997-ben megkapta a Chicagói Egyetemen a Kíváló tanár díjat (Graduate Teaching Award).
Wald vizsgálta a fekete lyukakat és azok termodinamikáját, valamint a gravitációs sugárzás-reakciót (vagy önerőt). A kvantummechanikai folyamatoknak köszönhetően a fekete lyukak részecskéket bocsátanak ki, ezért meghatározott hőmérséklettel és entrópiával rendelkeznek. Wald több mint 100 tudományos cikket publikált az általános relativitáselméletről és a kvantumtérelméletről, amelyeket több száz tanulmány idézett. 1993-ban leírta a fekete lyuk Wald-entrópiáját, amely egyszerűen a fekete lyuk eseményhorizontjának területétől függ.
1996-ban a néhai Nobel-díjas elméleti asztrofizikus Subrahmanyan Chandrasekhar tiszteletére megszervezte a The Symposium on Black Holes and Relativiistic Stars (Szimpózium a fekete lyukakról és a relativisztikus csillagokról) címmel. Az esemény kiemelkedő előadói között volt Stephen Hawking, Roger Penrose és Martin Rees is. Bár az eseményen 100 dolláros belépővel lehetett részt venni, Wald gondoskodott arról, hogy a Chicagói Egyetem összes hallgatója ingyenesen bejusson. Chandrasekhar általános relativitáselméleti kutatócsoportot alapított a Chicagói Egyetemen, amelyben Robert Wald, James Hartle és Robert Geroch is helyet kapott. Bár Wald és Chandrasekhar soha nem működött együtt semmilyen konkrét kutatási projektben, kettejük között bensőséges baráti kapcsolat alakult ki.
1996-ban az Amerikai Fizikai Társaság (American Physical Society), 2001-ben a Nemzeti Tudományos Akadémia (National Academy of Sciences) tagja lett. 2017-ben megkapta az Amerikai Fizikai Társaság Gravitációs Fizikai Osztályától az Einstein-díjat „a fekete lyuk entrópiája általános képletének felfedezéséért, valamint a kvantumtérelmélet szigorú megfogalmazásának kidolgozásáért görbült téridőben.”
Wald nyilvános előadást tartott az Alabamai Egyetemen 2015. október 27-én Az általános relativitáselmélet megfogalmazása címmel, ezzel emlékezve Einstein elméletének századik évfordulójára.

## Könyvei
- Wald, Robert M.. Space, Time, and Gravity: The Theory of the Big Bang and Black Holes, 2nd, Chicago: University of Chicago Press (1992). ISBN 0-226-87029-4
- Wald, Robert M.. General Relativity. Chicago: University of Chicago Press (1984). ISBN 0-226-87033-2
- Wald, Robert M.. Quantum Field Theory in Curved Spacetime and Black Hole Thermodynamics, Chicago Lectures in Physics. Chicago: The University of Chicago Press (1994). ISBN 0-226-87027-8
- Black Holes and Relativistic Stars. Chicago: University of Chicago Press (1998). ISBN 0-226-87035-9
- Advanced Classical Electromagnetism. Princeton: Princeton University Press (2022). ISBN 9780691220390

## Fordítás
- Ez a szócikk részben vagy egészben  a   Robert Wald című angol Wikipédia-szócikk fordításán alapul.  Az eredeti cikk szerkesztőit annak laptörténete sorolja fel. Ez a jelzés csupán a megfogalmazás eredetét és a szerzői jogokat jelzi, nem szolgál a cikkben szereplő információk forrásmegjelöléseként.